# Benjamin Thau
Benjamin Thau (häufig auch: Benny Thau; * 15. Dezember 1898; † 5. Juli 1983 in Los Angeles) war ein amerikanischer Film-Manager. Als Vice President des Hollywood-Filmstudios Metro-Goldwyn-Mayer war er in diesem Unternehmen seit 1928 mit der Talentsuche und Talententwicklung der Darsteller beauftragt.

## Leben
Thau, der seine berufliche Laufbahn als Vaudeville-Disponent bei Loew’s begonnen hatte, wurde 1928 vom MGM-Studiochef Louis B. Mayer zum Casting Director dieses Unternehmens gemacht. Da MGM mehr als jedes andere Hollywood-Filmstudio auf eine erstklassige, fest engagierte Crew von Stars setzte, war sein Büro von diesem Zeitpunkt an das meistbeschäftigte der amerikanischen Filmindustrie. Thau arbeitete eng mit dem Edgar „Eddie“ Mannix zusammen, der bei MGM ebenfalls den Rang eines Vice President bekleidete.
1956 ersetzte Thau Dore Schary, der seit 1951 MGM-Studiochef gewesen war. Er konnte sich auf dieser Position aber nur kurze Zeit halten und wurde von Sol Siegel abgelöst.
Thau war unverheiratet, hatte aber eine langfristige Liebesbeziehung mit der Filmschauspielerin Nancy Davis, der späteren Ehefrau von Ronald Reagan.